# Base de la Fuerza Aérea Hill
La Base de la Fuerza Aérea de Hill, en inglés Hill Air Force Base, (IATA: HIF, OACI: KHIF), es una importante base de la Fuerza Aérea de los Estados Unidos situada en el norte de Utah, al sur de la ciudad de Ogden, adyacente a las ciudades de Clearfield, Roy, Sunset y Layton y a 29 millas al norte de Salt Lake City. Esta base aérea ha sido nombrada así en honor del mayor Ployer Peter Hill, que falleció probando un prototipo del bombardero B-17.

## Hill AFB

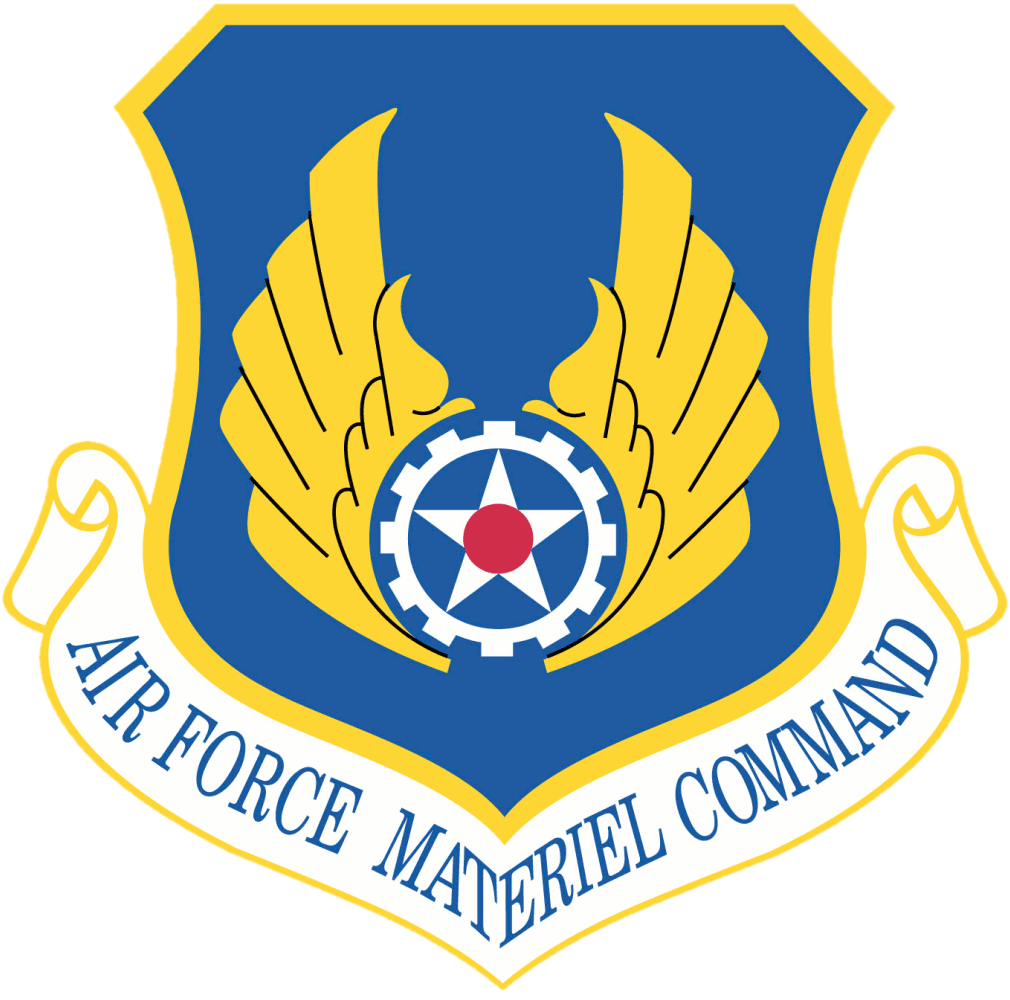
AFMC
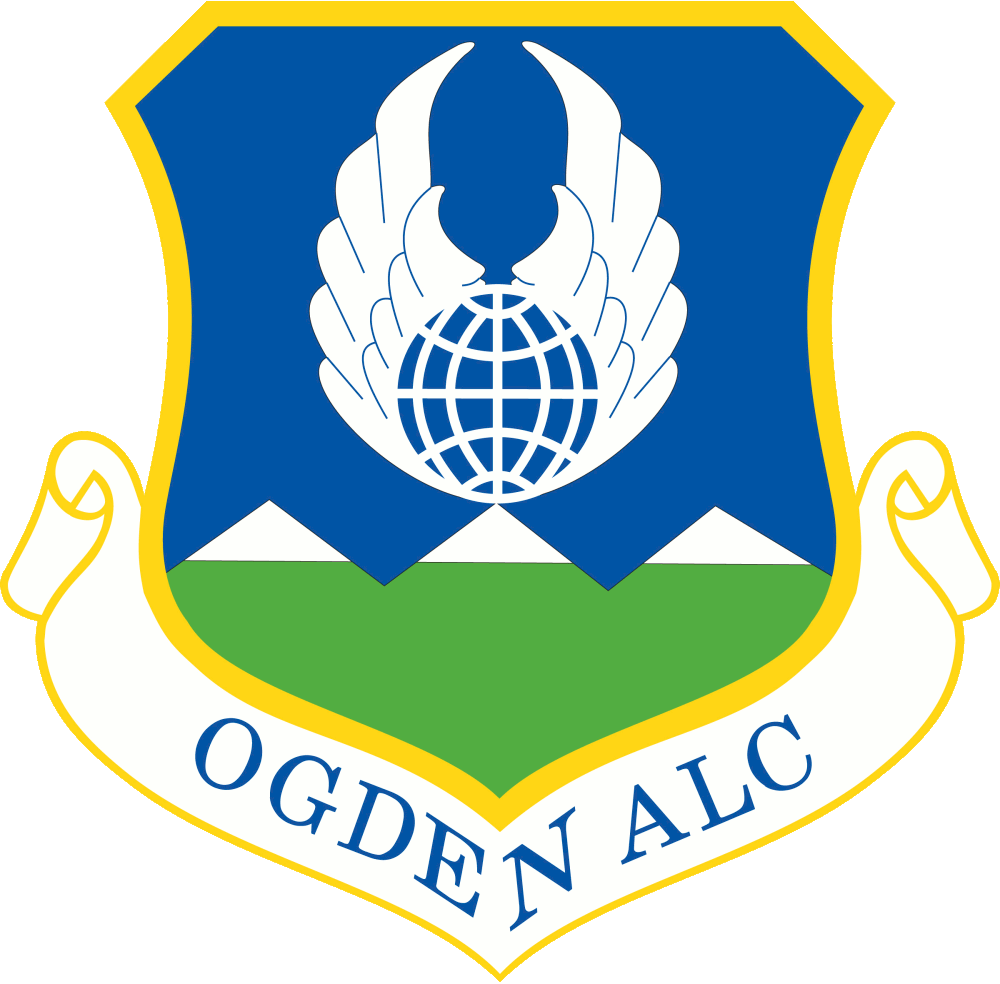
Ogden Air Logistics Center
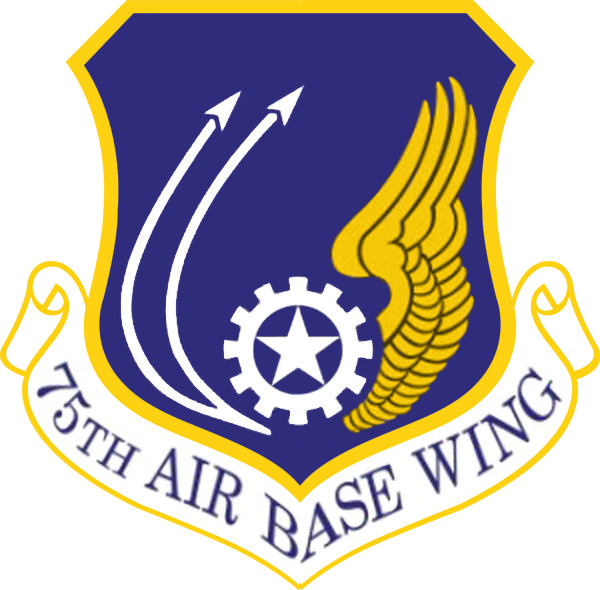
75th Air Base Wing
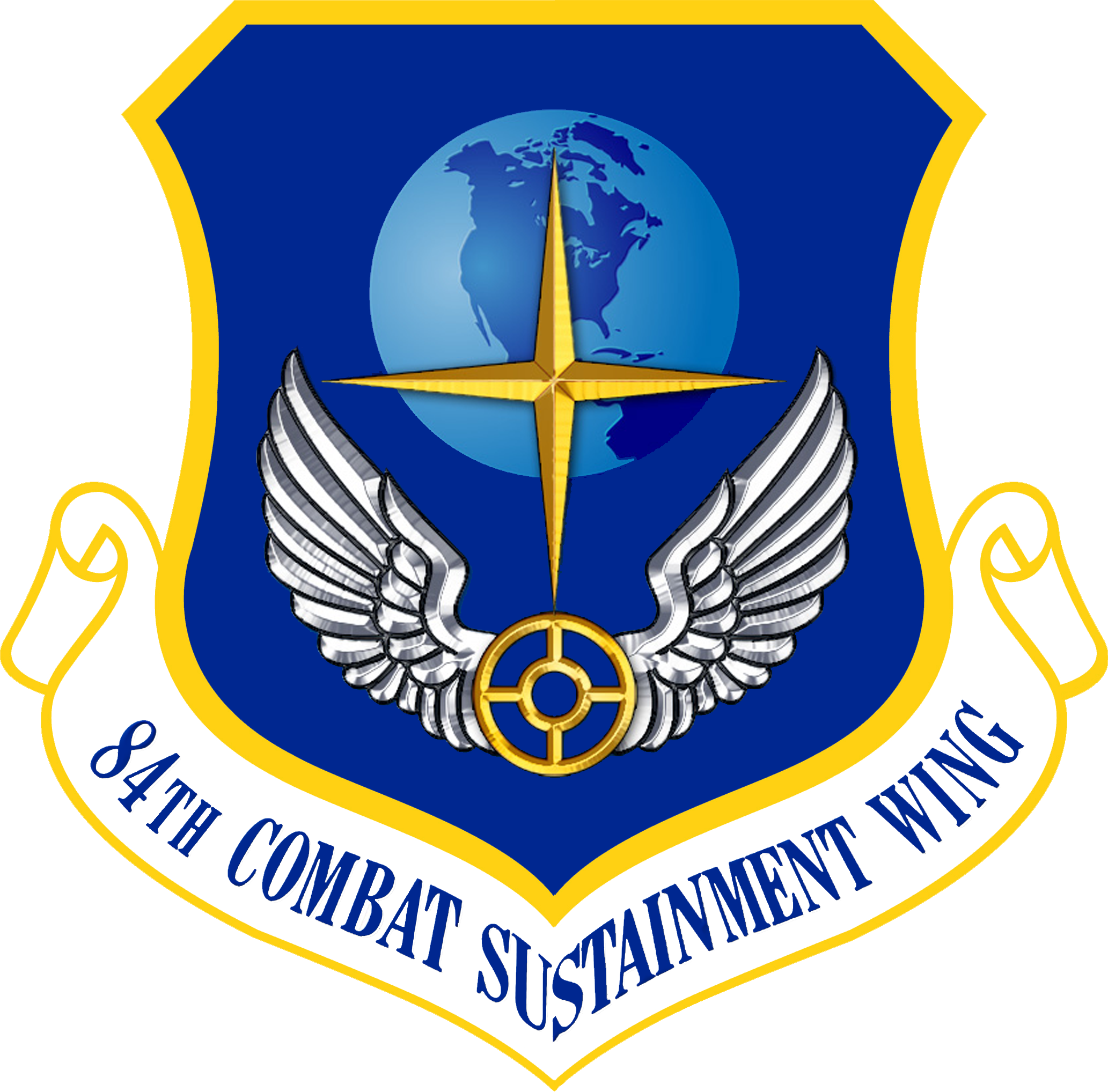
84th Combat Sustainment Wing
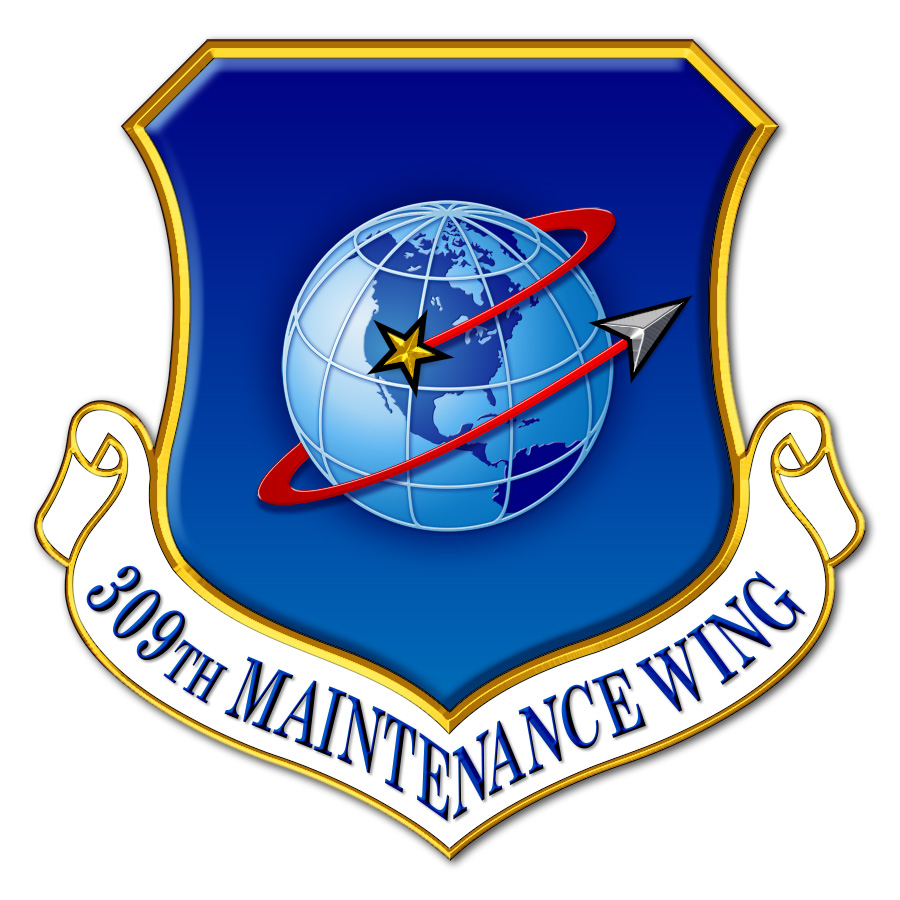
309th Maintenance Wing
388th Fighter Wing
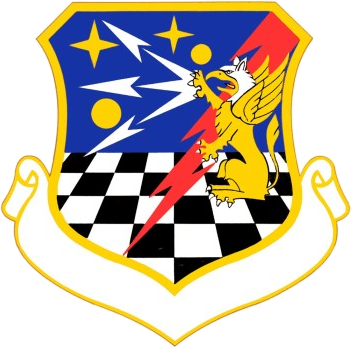
419th Fighter Wing
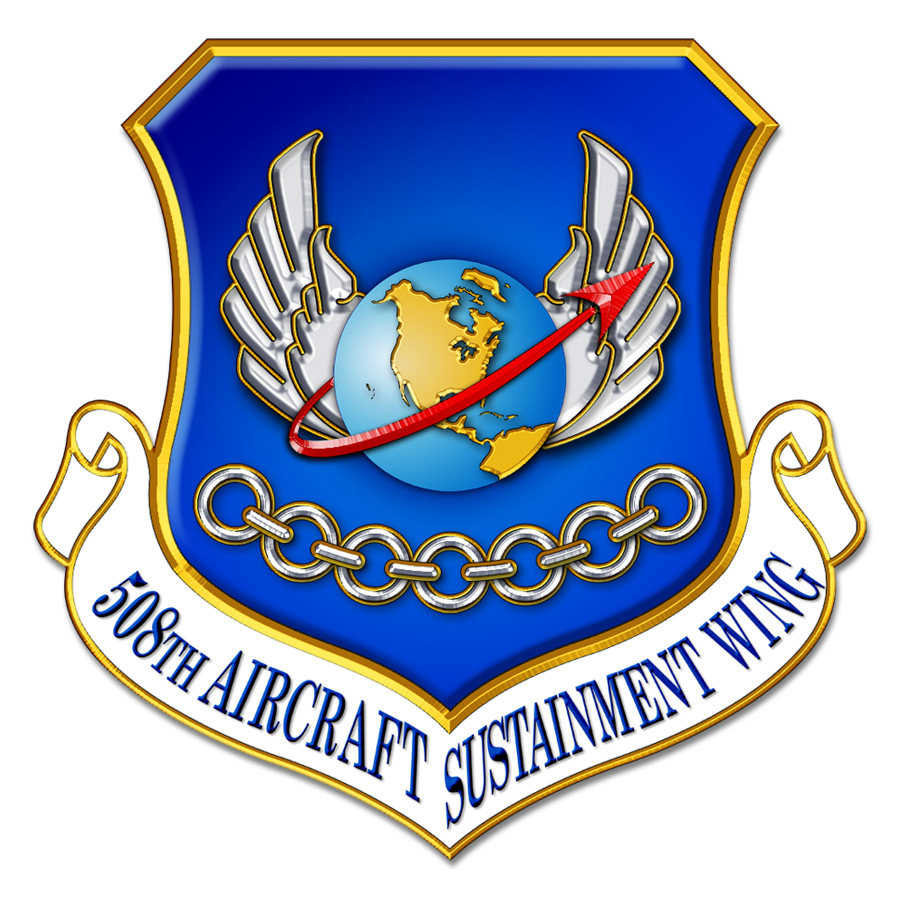
508th Aerospace Sustainment Wing
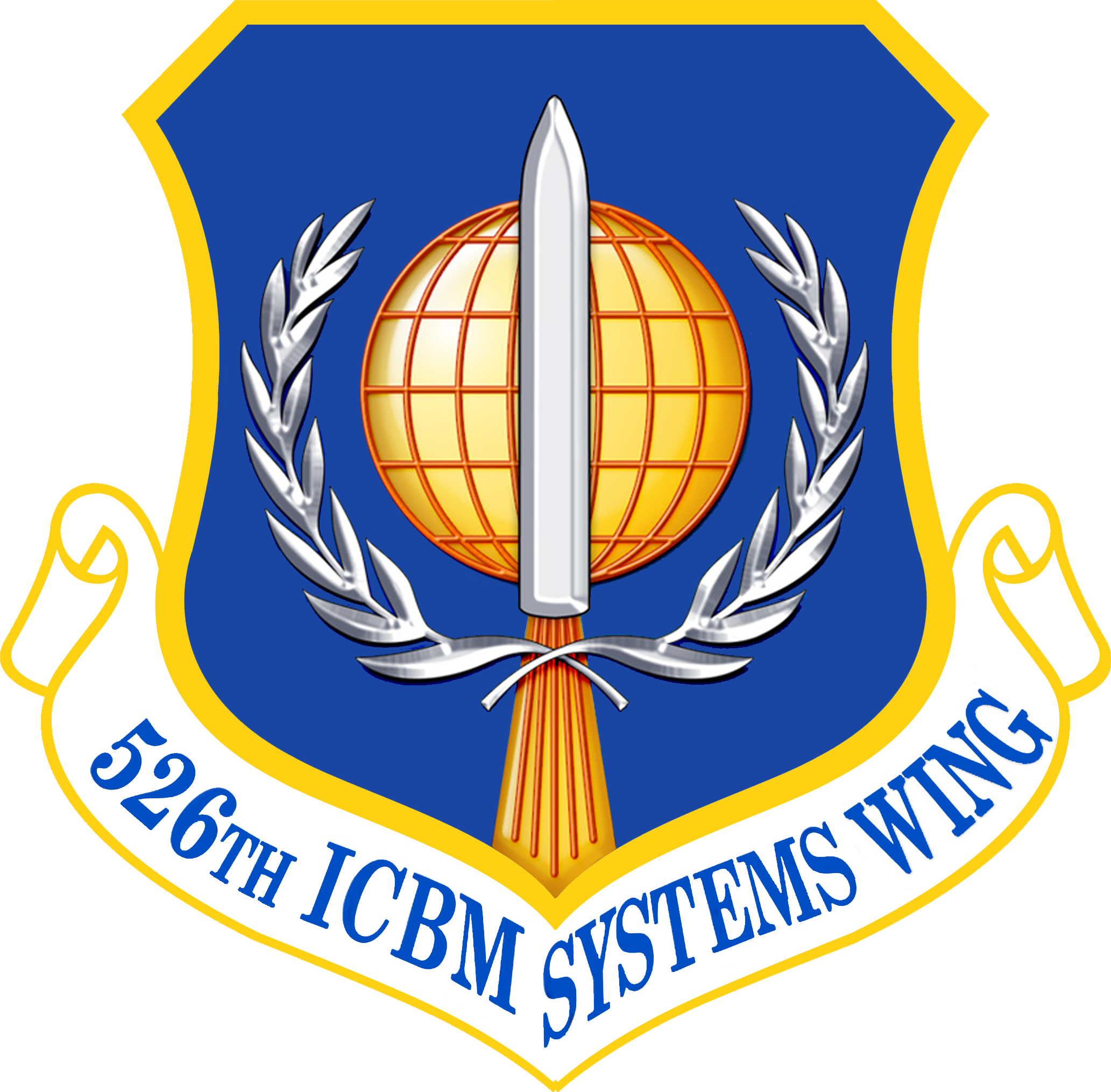
526th ICBM Systems Wing